# Bodart
Bodart is een geslacht waarvan leden sinds 1861 tot de Belgische adel behoren.

## Geschiedenis
In 1861 verkreeg Alphonse Bodart (1806-1881) erkenning van erfelijke adeldom. Een attestatie verleend in 1787 door de wapenkoning van het prinsbisdom Luik vermeldde een voorvader die zou geleefd hebben rond 1200. De Annuaire de la noblesse de Belgique liet in 1862 de genealogie aanvatten met een Gérard Bodart die vermeld wordt in 1585. Nageslacht van hem vervulde bestuursfuncties in de provincie Namen en huwde tevens met dochters van bestuurders in die provincie. Zijn afstammeling in de tiende generatie werd in 1861 verheven in de Belgische adel.
Hij had drie zonen. De eerste stierf ongehuwd in 1874. De tweede had een dochter. De derde tak is de enig overgeblevene, maar stierf in 1987 in de mannelijke lijn uit.

### Wapenbeschrijving
- 1861: Gedeeld, in het eerste van keel, twee dolfijnen naar elkander gedraaid van zilver, doorsneden van azuur met vijf banden van goud, het tweede van zilver met drie vijfbladige bloemen van keel geknopt van goud, bladeren van sinopel. Het schild gekroond door een helm van zilver, gegrild, gekraagd en gekroond van goud, gebonden van keel, wapenkleed van keel en zilver. Helmteken: de twee dolfijnen van het schild.